# مملكة المثليين والسحاقيات في جزر بحر المرجان
المملكة المتحدة للمثليين والسحاقيات في جزر بحر المرجان (المعروفة أيضًا باسم مملكة المثليين في بحر الكورال) هي دولة مجهرية تم تأسيسها كاحتجاج سياسي رمزي من قبل مجموعة من الناشطين في مجال حقوق المثليين في استراليا.

## التأسيس
أعلن عن تأسيس المملكة في 14 يونيو 2004 ردًا على رفض الحكومة الأسترالية الاعتراف بزواج المثليين، وقد تم تأسيسها في إقليم أستراليا الخارجي لجزر بحر المرجان وهي مجموعة من الجزر غير المأهولة شرق الحيد المرجاني العظيم.

## الحل
تم حل المملكة في 17 نوفمبر 2017 بعد التصويت بالإيجاب في المسح البريدي لقانون الزواج الأسترالي لإضفاء الشرعية على زواج المثليين.

## إعلان الحرب
واصلت الأمم المتحدة الاعتراف بجزر بحر المرجان كإقليم خارجي لأستراليا،
وهذا مالم يقبله ديل باركر أندرسون، الإمبراطور حينها. وفي 13 سبتمبر 2004، أعلنت مملكة المثليين الحرب على أستراليا.

## الجدل حولها
في 28 فبراير 2017 اعترض السيناتور الأسترالي إريك أبيتز على تعليق راية قوس قزح (راية المثلية) فوق سارية وزارة المالية، على أساس أن الإدارات الحكومية يجب أن تأخذ موقفا محايدا من المناقشات السياسية وأن علم قوس قزح هو نفسه الراية الوطنية لمملكة المثليين التي أعلنت الحرب على أستراليا. فليس من المعقول أن يعلق علم دولة معادية على مؤسسات الكومنولث الأسترالي.

## مقالات ذات صلة
- حقوق المثليين في أستراليا
- زواج المثليين
- علم قوس قزح (راية)